# Peeling chimico
Il peeling chimico (dall'inglese to peel, "spellare", "sbucciare") è una tecnica clinico-estetica che consiste nell'applicazione di uno o più agenti caustici sulla cute per un periodo sufficiente ad interagire con strati cellulari sempre più profondi dell'epidermide e successivamente del derma, provocando un danneggiamento selettivo e prevedibile della pelle.
Può semplicemente accelerare i processi naturali di desquamazione, ma può anche necrotizzare l'epidermide e una proporzione più o meno profonda del derma, essenzialmente mediante coagulazione proteica o lisi.
In funzione delle sostanze utilizzate, della procedura di applicazione e degli strati cutanei raggiunti, qualsiasi peeling chimico può, in misura maggiore o minore, modulare i processi rigenerativi e riparativi della cute.
Il peeling chimico, quando produce una esfoliazione solo degli strati più esterni, può essere eseguito anche come trattamento cosmetico e procedura non ambulatoriale.

## Storia
Nella seconda metà del XIX secolo vari dermatologi, tra cui il più famoso fu il viennese Ferdinand von Hebra, hanno pubblicato relazioni su trattamenti basati su agenti caustici ed esfolianti, in particolare fenolo e olio di crotontiglio, ma anche acido cloridrico, nitrico e solforico.
Il primo impiego di un peeling chimico, con un danno controllato a scopo terapeutico, si deve al dermatologo tedesco P. G. Unna che nel 1882 descrisse le proprietà esfolianti dell’acido salicilico, dell’acido tricloracetico e del fenolo.
Per quasi un secolo per il peeling chimico sono state adottate prevalentemente soluzioni o miscele basate su fenolo e acido tricloroacetico e solo nel 1975 Ruey J. Yu e Eugene J. Van Scott depositarono le prime domande di brevetto per l'utilizzo di alfa-idrossiacidi ed alfa-ketoacidi che producevano una esfoliazione più controllata e potevano essere inseriti anche in formulazioni cosmetiche.

## Classificazione
A seconda della profondità della loro azione i peeling chimici si possono suddividere in:
- molto superficiali (assottigliamento o rimozione dello strato corneo)
- superficiali (necrosi di una parte o di tutta l'epidermide fino allo strato basale)
- medi (necrosi dell'epidermide e di una parte o di tutto il derma papillare)
- profondi (necrosi dell'epidermide fino al derma reticolare)

Il peeling chimico molto superficiale normalmente non rientra tra le procedure dermatologiche ambulatoriali, potendosi eseguire anche con prodotti cosmetici.

## Agenti chimici utilizzati
Quelli maggiormente utilizzati sono:
- acido glicolico
- acido tricloroacetico
- acido salicilico
- acido mandelico
- acido piruvico
- fenolo
- acido lattobionico
- resorcinolo

e loro miscele o combinazioni.
Di alcuni di questi è permesso l'utilizzo nei prodotti cosmetici.
Alcuni autori e lineeguida classificano come peeling chimico anche quello realizzato con tretinoina all'1%, che agirebbe promuovendo la differenziazione cellulare e come antiprioiferativo piuttosto che come agente caustico.

## Effetti
A livello dell'epidermide il peeling, diminuendo le coesione o lisando i cheratinociti:
- rimuove lo strato corneo della cute e il tappo cheratinico dei comedoni
- aumenta il turnover cellulare con relativa esfoliazione
- inibisce l'attività delle ghiandole sebacee
- in base alla profondità di penetrazione, la sostanza chimica adoperata può coagulare la struttura proteica delle cellule (frosting)

A livello del derma il peeling:
- esercita un effetto irritante con conseguente eritema ed edema
- stimola i fibroblasti a produrre glicosamminoglicani, glicoproteine, elastina e nuovo collagene, con conseguente ristrutturazione della matrice del derma.

Gli effetti del peeling chimico si possono considerare come una combinazione di un effetto distruttivo, che va dalla desquamazione alla denaturazione o liquefazione e necrosi dei tessuti con cui viene a contatto, ed un effetto stimolante sui meccanismi fisiologici di rigenerazione e riparazione cutanei.
La concentrazione del agente caustico applicato sulla pelle deve essere sufficientemente alta perché questo possa agire prima di essere neutralizzato dalla pelle stessa. La desquamazione degli strati più superficiali si ipotizza sia dipendente dall’indebolimento delle giunzioni che legano tra loro le cellule. Si ipotizza una specifica interposizione nei desmosomi che spiegherebbe la desquamazione prodotta da una qualunque sostanza in grado di cedere protoni (acido). È possibile anche l’acidificazione intracellulare grazie alla attivazione di alcuni canali TRPV3. Questo modello spiegherebbe alcuni degli effetti del peeling chimico sia in termini di morte cellulare sia in termini di modulazione e segnale verso la produzione di nuovo collagene e glucosamminoglicani o di degradazione delle MMP.

### Modificazioni istologiche
Istologicamente, gli effetti di peeling chimici medi o profondi innescano un processo di guarigione della pelle che segue una precisa sequenza di diverse fasi.
- Stadio dell’infiammazione e della coagulazione
- Stadio della riepitelizzazione
- Stadio del tessuto di granulazione
- Stadio della neoangiogenesi
- Stadio del rimodellamento del collagene

Il processo inizia quasi immediatamente: i neutrofili entrano nella zona trattata non appena è stato applicato l'agente esfoliante e vi restano per 3-5 giorni. I macrofagi si presentano dal 3º al 10º giorno e linfociti dal 6º o 7º giorno. La riepitelizzazione inizia solo 24 ore dopo il peeling e si manifesta per la prima volta come una migrazione centripeta dei cheratinociti, seguita da rapida proliferazione cellulare. Dopo la fase di riepitelizzazione, viene rigenerato il collagene dermico per un periodo da 2 a 3 mesi.

## Indicazioni
La procedura è indicata per il trattamento di
:
- discromie,
- melasma,
- ittiosi lamellare,
- rughe e segni dell'invecchiamento,
- pelli acneiche,
- iperplasia sebacea,
- cicatrici superficiali.
- Lassità cutanea

## Controindicazioni
Controindicazioni relative a tutti i tipi di peeling chimico:
- herpes simplex in fase attiva, in area o aree da trattare;
- pregressi interventi chirurgici interessanti il viso o aree facciali, caratterizzati da tecniche di scollamento (lifting, blefaroplastica, liposuzione, ecc);
- pregressa radioterapia, limitante la riepitelizzazione a partenza annessiale;
- recente trattamento sistemico con isotretinoina;
- diatesi fibroblastica;
- terapie in atto, controindicate per supposti rallentamenti e/o ritardi della fase riparativa;
- malattie autoimmunitarie;
- ipersensibilità o allergia all'agente esfoliante (es. salicilati).

Controindicazioni relative a peeling medi o profondi:
- pelli scure (Fitzpatck IV e V) per il rischio iperpigmentazione

Controindicazioni relative a peeling con fenolo:
- anamnesi positiva per cardio e/o nefro-epatopatie.

## Complicanze
In base al momento dell'esordio, le complicanze possono essere immediate o ritardate.
- Immediate (entro minuti, fino a ore dopo la applicazione):
  - Irritazione, bruciore, prurito e dolore
  - eritema persistente
  - Edema
  - Flittene
- Ritardate (da alcuni giorni a settimane):
  - Infezioni (batteriche, erpetiche e candidali)
  - Cicatrici, ritardi nella guarigione, milia e cambiamenti strutturali
  - Iperpigmentazione, ipopigmentazione e linee di demarcazione
  - Compromissione o perdita della barriera cutanea e lesioni tissutali
  - Eruzioni acneiformi
  - Reazioni allergiche, tossicità ed ectropion
- Accidentali
  - Complicazioni oculari.

## Modalità di esecuzione
La modalità di esecuzione di un peeling chimico varia sensibilmente in funzione dell'agente esfoliante utilizzato e della profondità di azione che si vuole ottenere.
Nel peeling chimico ambulatoriale, ma anche in alcuni trattamenti cosmetici con alte concentrazioni di agenti esfolianti è richiesta la preventiva pulizia e sgrassamento dell'area da trattare.
Sgrassando la pelle si aumenta la capacità di penetrazione degli agenti esfolianti non liposolubili.
Il tempo di esposizione prima che l'agente esfoliante venga neutralizzato o rimosso aiuta a determinare gli effetti e la profondità che si vogliono ottenere.
Per aumentare l'effetto e la penetrazione alcuni agenti caustici possono venire massaggiati e frizionati sulla pelle.
La neutralizzazione non è necessaria quando l'agente esfoliante viene applicato a concentrazioni per cui viene neutralizzato dalla pelle.
Alcuni interventi possono agevolare i processi riparativi:
- antibiotici e/o antivirali;
- cortisonici sistemici, topici, intralesionali, veicolati da cerotti e/o in occlusione;
- creme barriera e/o cerotti a base di polimeri siliconici.

Alcuni tipi di bendaggi, impacchi, medicazioni e prodotti topici possono interferire, accelerando o ritardando i processi riparativi.
La pelle trattata con un peeling chimico non deve essere esposta a raggi UV e, se necessario, deve essere protetta con filtri solari.